# Melanhyphus
Melanhyphus är ett släkte av skalbaggar. Melanhyphus ingår i familjen Dynastidae.
Kladogram enligt Catalogue of Life:
| Melanhyphus | \| \| Melanhyphus clypealis \| \| \| \| \| \| Melanhyphus nanus \| \| \| \| \| \| Melanhyphus platygenioides \| \| \| \| |
|             | \| \| Melanhyphus clypealis \| \| \| \| \| \| Melanhyphus nanus \| \| \| \| \| \| Melanhyphus platygenioides \| \| \| \| |
|             | Melanhyphus clypealis |
|             | |
|             | Melanhyphus nanus |
|             | |
|             | Melanhyphus platygenioides                                                                                               |
|             | |